# Trachylepis laevigata
Trachylepis laevigata (смугастошиїй сцинк) — вид сцинкоподібних ящірок родини сцинкових (Scincidae). Мешкає в Південній Африці.

## Поширення і екологія
Смугастошиї сцинки поширені на північному сході Південно-Африканської Республіки, можливо, також в сусідніх районах Ботсвани. Вони живуть в кам'янистих саванах та серед скель.